# Bukowie (Wilków)
Bukowie (deutsch Buchwald) ist ein Ort in der Landgemeinde  Wilków im Powiat Namysłowski der Woiwodschaft Opole in Polen.
Ortsteil von Bukowie ist der Weiler Chrząstów  (Friedrichsberg).

## Geographie
Das Straßendorf Bukowie liegt neun Kilometer nordwestlich von Wilków, 15 Kilometer nordwestlich von Namysłów (Namslau) und 69 Kilometer nordwestlich von Opole (Oppeln) in der Schlesischen Tiefebene.
Nachbarorte von Bukowie sind im Norden Wabienice (Wabnitz), im Nordosten Pszeniczna (Nauke), im Osten Wojciechów (Woitsdorf) und im Südwesten Bierutów (Bernstadt in Schlesien).

## Geschichte

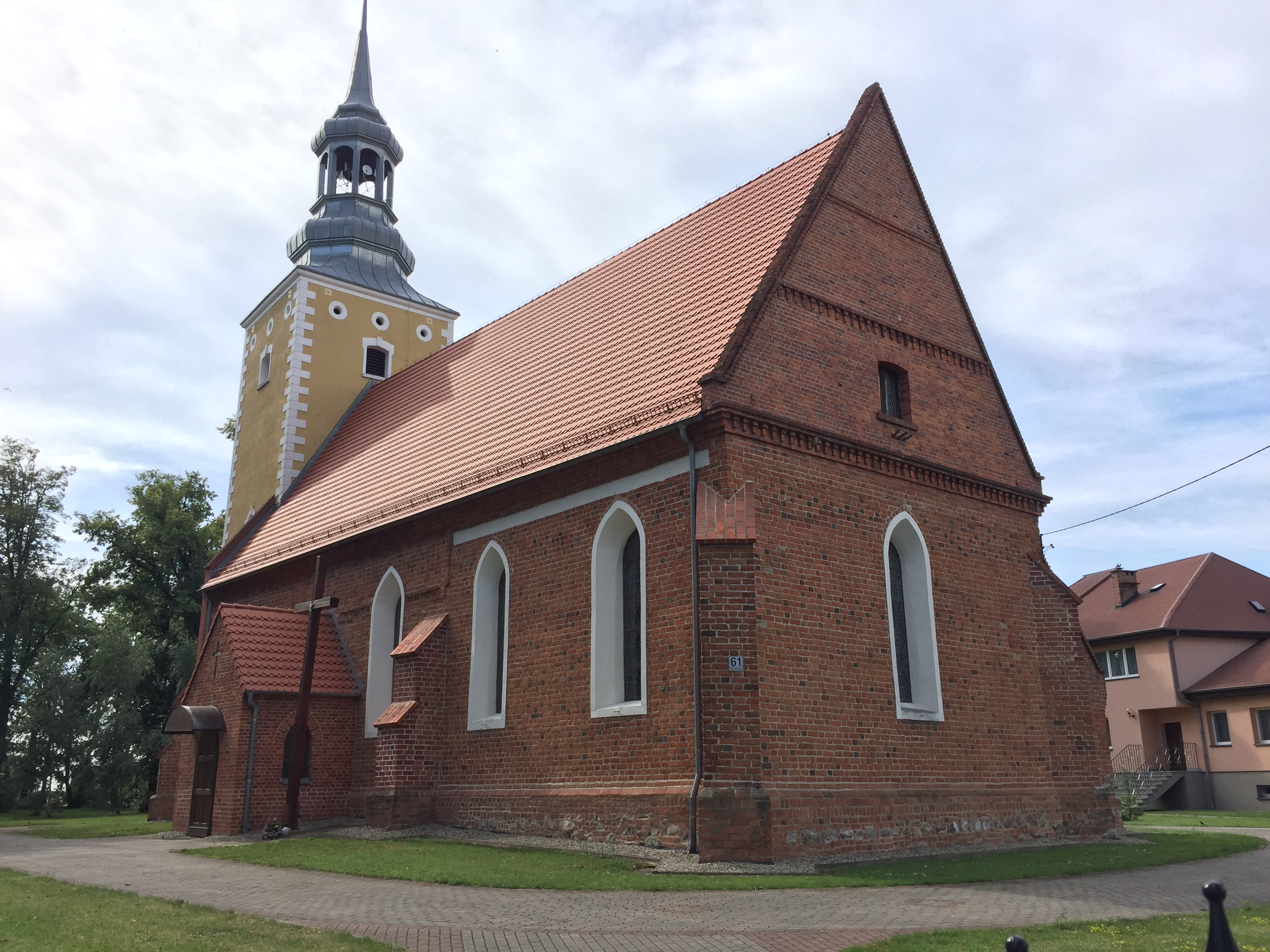
Kirche der Reinigung der Heiligen Jungfrau Maria

Erstmals urkundlich erwähnt wurde „Buddici“ im Jahre 1245 in der Päpstlichen Bulle des Papstes Innozenz IV. 1266 wurde das südwestlich gelegene Bernstadt nach Deutschem Recht gegründet. In einer Urkunde aus dem gleichen Jahr wurde der Ort als Buchwald erwähnt. Für das Jahr 1369 ist der Ort in der Schreibweise Bukowiu erwähnt.
Während der Reformation bekannten sich die Bewohner im Jahre 1538 zum Protestantismus. 1654 wurden sie rekatholisiert. Im Zuge der Altranstädter Konvention wurde die Kirche im Ort 1707 wieder der protestantischen Gemeinde übergeben.
Nach dem Ersten Schlesischen Krieg 1742 fiel Buchwald mit dem größten Teil Schlesiens an Preußen.
Während der Napoleonischen Kriege zog 1806 Napoleonische Armee durch Niederschlesien und quartierte sich in Bernstadt und in Buchwald ein. Nach der Neugliederung der Provinz Schlesien gehörte die Landgemeinde Buchwald ab 1816 zum Landkreis Oels, mit dem sie bis 1945 verbunden blieb. In 1845 bestanden im Dorf zwei Vorwerke, eine evangelische Kirche, eine evangelische Schule, eine Windmühle, ein Roßmarkt, eine Freischoltisei und 80 Häuser. Die Einwohnerzahl lag bei 705, davon acht katholisch. 1874 wurde der Amtsbezirk Buchwald gebildet, dem die Landgemeinden Vorstadt Bernstadt, Buchwald Freianteil, Herzoglich Buchwald und Neudorf b. Bernstadt und die Gutsbezirke Vorstadt Bernstadt, Buchwald Freianteil, Herzoglich Buchwald und Neudorf b. Bernstadt eingegliedert wurden. 1885 zählte das Dorf zusammen mit dem Gut Buchwald 49 Häuser und 598 Einwohner.
1910 zählte der Ort 99 Häuser und 575 Einwohner. 1933 zählte Buchwald 693 sowie 1939 673 Einwohner. Im Zweiten Weltkrieg wurde das Dorf am 20. Januar von der Roten Armee eingenommen.
Als Folge des Zweiten Weltkriegs fiel Buchwald mit dem größten Teil Schlesiens 1945 an Polen. Nachfolgend wurde es in Bukowie umbenannt und der Woiwodschaft Schlesien angeschlossen. 1950 wurde es der Woiwodschaft Opole eingegliedert. 1980 zählte Bukowie 690 Einwohner. Seit 1999 gehört es zum Powiat Namysłowski.

## Sehenswürdigkeiten
- Die römisch-katholische Kirche Darstellung des Herrn (Kościół Oczyszczenia Najświętszej Marii Panny) wurde im 15. Jahrhundert im Stil der Spätgotik errichtet. Der Musikchor ist aus der Zeit um 1700, auf der Brüstung sind gemalte Szenen wie die Eherne Schlange, Jonas und der Walfisch oder die Vision des Elias. Der manieristische Hauptaltar wurde 1937 umgestaltet. Das barocke Taufbecken hat eine Zinnschale mit der Taufe Christi.[6] 2009 wurde der Kirchenbau saniert.[7] Die Kirche steht seit 1964 unter Denkmalschutz.[8] Bis 1945 wurde die Kirche von evangelischen Gläubigen genutzt.

## Vereine
- Freiwillige Feuerwehr OSP Bukowie
- Fußballverein UKS Orlik Bukowie

## Söhne und Töchter des Ortes
- Paul Stolper (1865–1906), deutscher Chirurg und Rechtsmediziner